# Freshlabels
Freshlabels je český maloobchodní prodejce módních a lifestylových produktů. Společnost byla založena v roce 2006 podnikateli Janem Bouškou a Jakubem Veselským.

## Historie
Freshlabels bylo založeno v roce 2006 jako obchod zaměřený na značky, které v té době nebyly běžně dostupné na českém trhu. Původně se soustředilo na streetwear, ale postupně rozšířilo sortiment o designovou a částečně i udržitelnou módu.
V roce 2016 firma zavedla interní systém hodnocení udržitelnosti produktů, který měl zákazníkům pomoci lépe se orientovat v nabídce.
V roce 2019 Freshlabels expandovalo do Německa a otevřelo obchod v Berlíně, který navrhla architektka Lenka Míková. Obrat firmy v roce 2019 byl 160 milionů korun.
V roce 2023 Freshlabels oznámilo druhý pokus o získání investorů a plánovalo rozšíření mezinárodní působnosti. V prosinci 2024 firma oznámila, že získala investici 300 tisíc euro.

## Působení na trzích
Freshlabels provozuje dvě kamenné prodejny v Praze a e-shop, který zasílá do několika evropských zemí.

## Sortiment
Freshlabels nabízí oblečení, doplňky a batohy od různých značek, například Patagonia. 